# Discobola calamites
Discobola calamites är en tvåvingeart som först beskrevs av Alexander 1959.  Discobola calamites ingår i släktet Discobola och familjen småharkrankar. Inga underarter finns listade i Catalogue of Life.